# 2867 Šteins
2867 Šteins eller 1969 VC är en liten asteroid upptäckt 4 november 1969 av den rysk-sovjetiske astronomen Nikolaj Stepanovitj Tjernych vid Krims astrofysiska observatorium på Krim, Sovjetunionen. Den är uppkallad efter Kārlis Šteins, en lettisk och sovjetisk astronom.
En studie av astronomer vid Europeiska sydobservatoriet visar att Šteins är av spektralklass E med en ungefärlig diameter på 4,6 km. Studier av ljuskurvor med hjälp av rymdsonden Rosetta visar att asteroiden roterar runt sin egen axel på 6 timmar har en oregelbunden form och saknar måne.

## Rosettas förbiflygning
Den 5 september 2008 flög rymdsonden Rosetta förbi Šteins på ett avstånd av 800 kilometer och vid den relativa hastigheten 8,6 km/s. Detta var den första av två planerade förbiflygningar av denna rymdsond, den andra förbiflygningen var den betydligt större 21 Lutetia år 2010. Planeringen av tidpunkten för förbiflygningen betydde att asteroiden belystes på den sida där rymdsonden befann sig, vilket gjorde att bilderna var mycket klara. European Space Operations Centre sände en presskonferens om Šteins senare samma dag som förbiflygningen.

## Utseende
Efter Rossetta's förbiflygning, beskriver ESA Šteins som en 'diamant i skyn' då den har en vid kropp som smalnar av till en punkt. Den breda delen av asteroiden domineras av en stor krater.